# Mihăileni (Botoșani)
Mihăileni è un comune della Romania di 2 752 abitanti, ubicato nel distretto di Botoșani, nella regione storica della Moldavia e Bucovina.
Il comune è formato dall'unione di 3 villaggi: Mihăileni, Pârâu Negru, Rogojești (Bucovina).
Nel 2003 si sono staccati da Mihăileni i villaggi di Călinești, Cândești, Talpa e Vițcani, andati a formare il comune di Cândești.